# ツッコミ日本代表2006
『ツッコミ日本代表2006』（ツッコミにっぽんだいひょうにせんろく）は、テレビ東京系列で2006年12月30日土曜日23時から24時25分まで放送されたバラエティ特別番組である。

## 概要
お笑いグループにおいてツッコミを担当している芸人たちが、今日本で起きている様々な社会問題を切り口に、あらゆる物に鋭く突っ込んでいく史上初のツッコミエンターテインメントバラエティー。日本国民が「そうだ！」と思っている事、口に出して突っ込みたい事に対して、国民を代表してツッコミ芸人たちがガツンと突っ込み斬り込む怒涛の90分間番組である。

## 出演者
- 蛍原徹（雨上がり決死隊、司会）
- 遠藤章造（ココリコ、司会）
- 大竹佐知（テレビ東京アナウンサー、アシスタント）
- 宮崎哲弥（評論家、解説）
- 宮川大輔
- 庄司智春（品川庄司）
- 井戸田潤（スピードワゴン）
- 堤下敦（インパルス）
- 田村裕（麒麟）
- 小原正子（クワバタオハラ）
- 山里亮太（南海キャンディーズ）
- 田子千尋（ナレーション）
- 秀島史香（ナレーション）

## スタッフ
- 構成：たちばなひとなり、コブラ・H・誌乃、佐藤俊明、パスボール若葉、大塚ヒロノブ
- リサーチ：ビスポ
- 資料提供：日刊スポーツ新聞社
- 技術：近藤剛史
- 映像：葛西雅弘
- カメラ：野瀬一成
- 音声：飯嶋康男
- 照明：高柴圭一
- ロケ技術：mabu、池田屋、ライズカンパニー
- セットデザイン：薬王寺哲朗
- アートディレクター：小越敏彦
- 美術進行：金森明日香
- メイク：山田かつら
- 衣裳：東京衣裳
- イラスト：金子ナンペイ
- 音響効果：岡沢秀二（KRエンタープライズ）
- 番宣：佐藤哲也（テレビ東京）
- TK：平田晃子
- 編集：上野俊彦
- MA：若生正和
- AP：竹内美佳（テレビ東京）、古川圭介（吉本興業）、磯崎千絵
- ディレクター：露木寛子（テレビ東京）、土屋良介、増田晋也
- 総合演出：西森尚展
- プロデューサー：大庭竹修・小高亮（テレビ東京）、山田貢（吉本興業）、加茂忠夫
- スタッフ協力：TRUST CREATION、亜通ミュージックエンタープライズ
- 制作協力：吉本興業
- 製作著作：テレビ東京